# Chalumeau
A chalumeau (többes számban chalumeaux) egy 17. századi fafúvós hangszer, a klarinét egyik elődje, bár a „chalumeau” szót korábban már használták a 12. századi Franciaországban különböző fúvós hangszerekre. A név a latin „calamellus”, ez pedig a görög „kalamos” származéka, ami nádat jelent. Négyféle méretben készítették: szoprán, alt, tenor, basszus. A barokk chalumeau létrejötte a 17. század végére tehető, és a 18. században sokat használt hangszer volt – az 1780-as években azonban a klarinét mind népszerűbb lett, kiszorítva ezzel a chalumeau-t a zenei életből. Bár ezekből az időkből mindössze nyolc példány marad fenn, manapság néhány hangszerész készít ezekről másolatokat.